# Торк-Махале (Карґан-Руд)
Торк-Махале (перс. ترك محله) — село в Ірані, у дегестані Хотбех-Сара, у бахші Карґан-Руд, шагрестані Талеш остану Ґілян. За даними перепису 2006 року, його населення становило 380 осіб, що проживали у складі 96 сімей.

## Клімат
Середня річна температура становить 13,83°C, середня максимальна – 27,00°C, а середня мінімальна – -0,21°C. Середня річна кількість опадів – 817 мм.
| Клімат поселення                              | Клімат поселення | Клімат поселення | Клімат поселення | Клімат поселення | Клімат поселення | Клімат поселення | Клімат поселення | Клімат поселення | Клімат поселення | Клімат поселення | Клімат поселення | Клімат поселення | Клімат поселення |
| Показник                                      | Січ.             | Лют.             | Бер.             | Квіт.            | Трав.            | Черв.            | Лип.             | Серп.            | Вер.             | Жовт.            | Лист.            | Груд.            |                  |
| Середній максимум, °C                         | 10,02            | 10,47            | 12,44            | 17,19            | 20,99            | 25,08            | 27,00            | 26,78            | 22,62            | 20,02            | 15,54            | 11,45            |                  |
| Середня температура, °C                       | 4,89             | 5,34             | 7,30             | 12,08            | 15,86            | 19,96            | 23,19            | 22,97            | 18,80            | 16,21            | 11,72            | 7,65             |                  |
| Середній мінімум, °C                          | −0,21            | 0,22             | 2,19             | 6,95             | 10,75            | 14,84            | 19,38            | 19,17            | 15,00            | 12,40            | 7,92             | 3,84             |                  |
| Норма опадів, мм                              | 72               | 67               | 70               | 55               | 43               | 27               | 12               | 36               | 94               | 141              | 103              | 97               |                  |
| Середньомісячна швидкість вітру, м/с          | 2.36             | 2.50             | 2.41             | 2.40             | 2.34             | 2.53             | 2.70             | 2.46             | 2.17             | 2.09             | 2.02             | 2.10             |                  |
| Середньомісячна сонячна радіація, кДж/м²·день | 6783             | 9067             | 11220            | 15755            | 19910            | 22577            | 23644            | 20113            | 16183            | 10972            | 8310             | 6379             |                  |
| --------------------------------------------- | ---------------- | ---------------- | ---------------- | ---------------- | ---------------- | ---------------- | ---------------- | ---------------- | ---------------- | ---------------- | ---------------- | ---------------- | ---------------- |
| Джерело:                                      |                  |                  |                  |                  |                  |                  |                  |                  |                  |                  |                  |                  |                  |